# Aferkat
Aferkat (franska: Aferkat (CR), Aferkat (Commune Rurale), arabiska: اباينو) är en kommun i Marocko.   Den ligger i provinsen Guelmim och regionen Guelmim-Oued Noun, i den sydvästra delen av landet, 700 km sydväst om huvudstaden Rabat. Antalet invånare är 1 819.